# Мемелска област
Мемелската област (на немски: Memelland), наричана също Клайпедска област (на литовски: Klaipėdos kraštas) е историческа област в днешна Литва.

## История
До Първата световна война областта е част от Германия. Според Версайския договор Мемелската област – частта от Източна Прусия на десния бряг на река Неман, в която има значително литовско малцинство – е оставена под контрола на Обществото на народите, на практика под френска окупация, до решаване на окончателния ѝ статут, но през януари 1923 година областта е анексирана от Литва.
В началото на 1939 година Литва приема поставен ѝ ултиматум и предава областта на Германия, но след германското поражение във Втората световна война тя е върната на Литва, тогава част от Съветския съюз.